# 국가면제
국가면제(國家免除, State immunity)란 국제법상 국가에 인정되는 법적인 면책을 말하며, 이에 따라 국가에게 귀속되는 행위와 국가의 재산은 타국의 재판관할권으로부터 면제를 향유할 권리를 가지고 타국은 면제를 부여할 의무를 진다. 이는 국제법의 기본원칙 중 하나인 주권평등존중의 원칙의 논리적 귀결이다. 대등한 자는 대등한 자에 대해 지배권을 갖지 못하는(par in parem non habet imperum) 것이다. 그리고 예양을 통해 국가간 우호관계를 증진하려는 실질적인 필요 또한 고려된다. 

한편 법원의 재판관할권이 부정됨으로써 국가의 행위로 피해를 입은 개인의 권리 구제가 취약해질 수 있고, 국가의 면제는 주권평등에서 나오지 주권의 무제한적 절대성에서 나오는 것은 아니기 때문에 면제를 일정 수준 제한하려는 경향이 나타나고 있다. 따라서 국가면제 여부를 다투기 위해서는 무엇이 '국가의' 행위에 해당하는가, 즉 행위의 국가귀속성 뿐만 아니라 무엇이 면제 대상이 되는 '행위'에 해당하는지 확인할 필요가 있다.

## 주권면제
국가면제(State immunity)와 주권면제(Sovereign immunity)의 의미는 완전 동일한 것이 아니며, 주권면제가 군주 혹은 국가원수가 타국 영역 내에서 관할권 면제를 향유하는 것을 강조하는데 반하여, 국가면제는 그 대상이 전체 국가로 한다는 차이가 있다. 그러나 실질적으로 국가면제는 국가주권을 근거로 하므로, 현재 대다수 학자와 정부문서는 양자를 같은 의미로 보며, 국가면제라는 용어가 정식 정부문서에서 주로 사용된다.

## 면제의 구분
용어의 정의

협약 제 1조 (a)에 따르면, 법원이란 그 명칭이야 어떠하든 사법적 기능을 행사할 수 있는 정부의 기관을 의미하며, 제1조 (b)에 의하면, 국가 및 국가기관, 연방구성단위, 국가의 대리 및 종속기관 또는 기타실체, 국가대표의 자격으로 행동하는 자를 면제의 대상이 되는 국가로 간주한다. 군주가 절대 권력으로서 국가와 동일시 되었던 과거와 마찬가지로 오늘날에도 현직 국가원수에 대해서는 보다 넓은 면제가 적용되며, 이에 따라 공적인 행위뿐만 아니라 사적 자격으로 행하는 행위에 대해서도 면제를 향유한다. 다만, 사적 행위에 대한 면제는 그가 현직을 떠나게 되면 원용할 수 없으며, 국가에 의해 포기도 가능하다.

제한적 면제

과거 국가는 부동산관련 소송과 국가 자신의 동의에 의하지 아니하고는 타국의 재판관할권에서 면제된다는 절대적 면제를 향유하였으나, 이는 외국정부와 거래하는 개인 및 회사들에게 많은 고통을 주었기 때문에 국제적 거래가 증가함에 따라 국가들의 관행은 면제를 제한하는 쪽으로 발전하였다. 이러한 배경에서 발전한 제한적 면제 이론은 국가를 정치권력이자 법인으로서의 이중적 성격을 지닌 존재로 구분하며, 법인으로서의 비권력적·상업적 행위에 대해서는 면제를 인정하지 않는다. 국가 행위가 비권력적·상업적 행위에 해당하는지 구분하기 위해 주로 행위의 성질(nature of the act)이 기준으로 사용된다. 행위의 성질을 적용한 판례들은 다음과 같다.

 Collision with Foreign Government Owned Motor Car사건에서 오스트리아 주재 미국대사관 소속의 차량이 대사관우편물을 수송하기 위해 도로를 주행하던 중 개인승용차와 충돌하여 미국정부가 피해자로부터 제소당했는데, 오스트리아 최고 재판소는 "우리는 언제나 국가기관이 수행하는 행위 자체만을 보아야하며, 그것의 동기 또는 목적을 보아서는 안된다."고 전제하였다. 이어 "피고는 차량을 운행함으로써 그리고 공공도로(public road)를 사용함으로써 사인이 움직이는 바로 그 영역 속에서 움직이고 있으며, 이 영역에서 당사자들은 평등의 기초 위에서 서로 마주치므로, 여기에는 그 어떤 우위와 종속도 없다."고 판결하며 미국의 면제를 부정하였다. 

## 국제법
국가면제는 주권평등원칙에 의해 국제관습법으로 인정되고 있으며, 일련의 판례에서 각국 법원이 타국의 행위에 대한 재판관할권을 자제하는 관행이 관찰되고 있다. 조약으로서 UN국가면제협약(이하, '협약')이 구체적인 내용을 담아 2004년 12월 2일 UN총회에서 채택되었으나, 동 협약 제30조에서 요구되는 수의 국가만큼 비준이 이루어지지 않아 아직 발효되지 않고 있다. 협약은 국가면제가 인정되지 않는 경우를 목록화하였으며, 관련 관습국제법뿐만 아니라 제한적 면제와 같은 발전적 경향도 반영하고 있다.

## 같이 보기
- 주권
- 법적인 면책
- 외교면제
- 국가행위이론